# Abdallah Zrika
Abdallah Zrika  (Arabic: عبد الله زريقة) (Casablanca, 1953) is een van de bekendste Marokkaanse dichters. Zijn poëzie is vrij, gebaseerd op spreektaal en spontaner dan welke ook in de hedendaagse Arabische literatuur. Zrika is geboren in Casablanca in 1953. Hij is opgegroeid in de arme buurt Ben Msik. Toen hij twaalf was heeft hij zijn eerste gedichten geschreven. In 1977 heeft hij, in eigen beheer, "Dans van het hoofd en de roos", gepubliceerd, met behoorlijk veel succes. Voor de Marokkaanse jeugd vertegenwoordigt Abdallah Zrika het ideaal van poëzie, vrijheid en zelf-expressie. Als gevolg van censuur door de Marokkaanse regering heeft Zrika twee jaar in de gevangenis doorgebracht. Zes van zijn gedichten werden geacht 'moreel' gevaarlijk te zijn. In 1978 heeft hij zijn doctoraal examen in sociologie behaald. Naast dichter is Abdallah Zrika ook toneelschrijver.